# Parablennius thysanius
Parablennius thysanius es una especie de pez de la familia Blenniidae en el orden de los Perciformes.

## Morfología
• Los machos pueden llegar alcanzar los 6,2 cm de longitud total.

## Distribución geográfica
Se encuentra en el Golfo Pérsico, costa central de Omán, Pakistán, suroeste de la India, Sri Lanka, Golfo de Tailandia  y Filipinas. Introducido en las Hawái.